# USS Yokes (APD-69)
USS Yokes (APD-69) – amerykański szybki transportowiec typu Charles Lawrence przerobiony z niszczyciela eskortowego typu Buckley. Jego patronem był marynarz drugiej klasy William J. Yokes.
Stępkę okrętu położono 22 sierpnia 1943 roku. Zwodowano go 27 listopada 1943 roku, matką chrzestną była wdowa po patronie okrętu. Jednostka weszła do służby w US Navy 18 grudnia 1944 roku, jej pierwszym dowódcą był Lieutenant Commander Paul E. Warfield (USNR).
Okręt pierwotnie miał być niszczycielem eskortowym, ale jeszcze na etapie budowy plany zmieniono i został ukończony jako szybki transportowiec.
Okręt był w służbie w czasie II wojny światowej. Działał na Pacyfiku.
Wycofany ze służby 19 sierpnia 1946 roku, został sprzedany na złom w 1965.